# Herbert Hüttlin

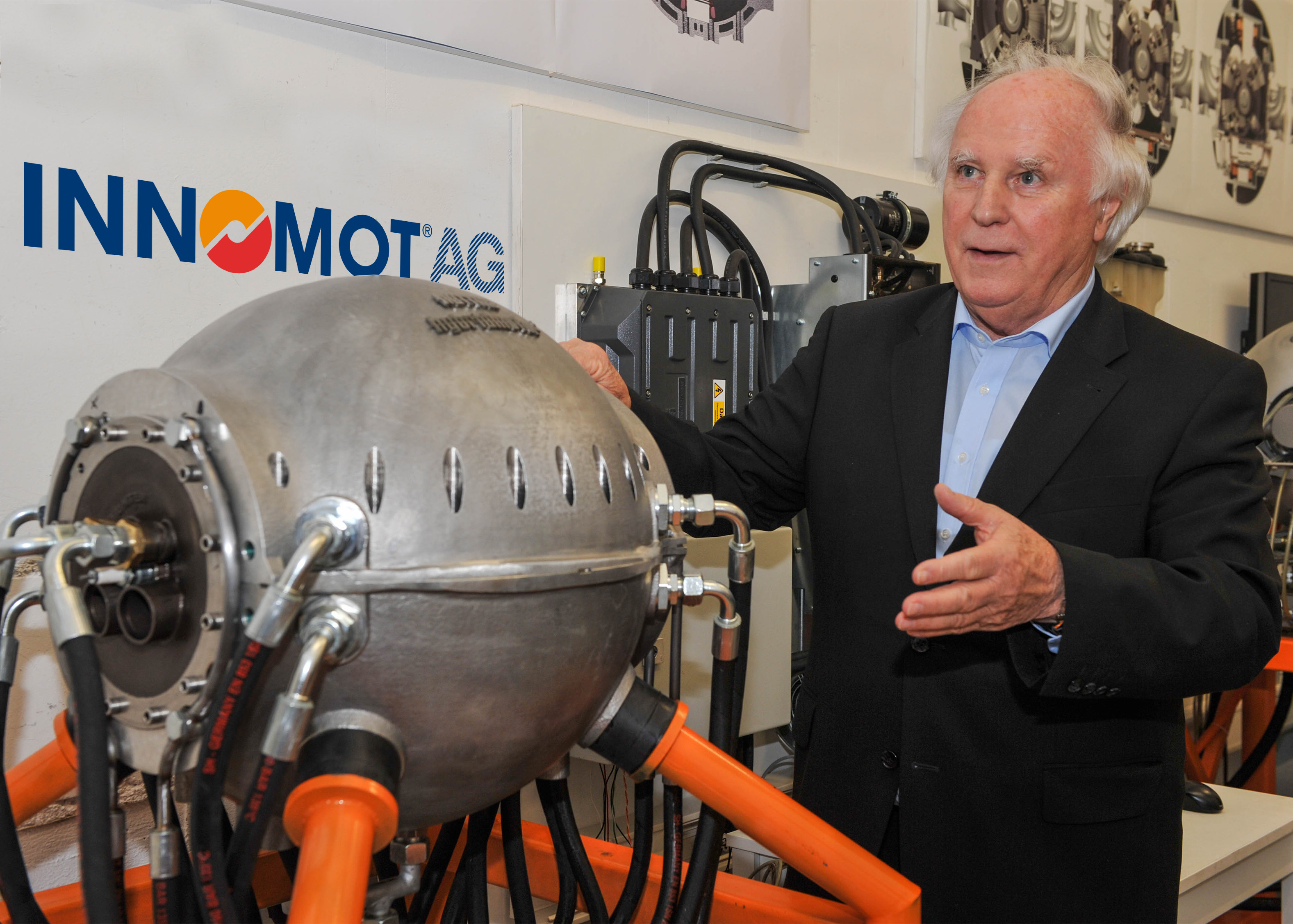
Herbert Hüttlin mit dem Hüttlin-Kugelmotor-Hybrid® (2014)

Herbert Hüttlin (* 1. September 1943 in Steinen) ist ein deutscher Unternehmer, Entwickler von Neuerungen im pharmazeutischen Bereich und der Konstrukteur des Hüttlin-Kugelmotors.

## Leben
Herbert Hüttlin wuchs im südbadischen Steinen auf, wo er noch heute wohnt und bis 2015 eine von ihm 1997 gegründete Technologiefirma unter dem Namen Innojet Technologies leitete. Er ist ausgebildeter Maschinenbauer, Strömungstechniker und pharmazeutischer Technologe. Im Laufe seines beruflichen Wirkens hat er eine Vielzahl internationaler Patente auf dem Gebieten der Pharmazeutischen Prozesstechnologien Granulation und Coating hervorgebracht, die in den einschlägigen Fachbüchern beschrieben, nach ihm benannt sind und weltweit in der täglichen Praxis angewandt werden. Für seine Lebensleistungen im Bereich der Pharmazeutischen Technologie wurden ihm im Laufe seines Wirkens hohe Ehrungen und Auszeichnungen zuteil. Mehr als 40 Jahre arbeitete er eng mit der Albert-Ludwigs-Universität Freiburg (pharmazeutische Technologie und Biopharmazie) und anderen internationalen Lehrstühlen zusammen.
In seinem zum zweiten Beruf gewordenen Hobby, der Motorentechnologie, entwickelte er den als Vollhybrid zu bezeichnenden Hüttlin Kugelmotor, als Antriebsmotor für die Mobilität zu Lande zu Wasser und in der Luft.  Der Hüttlin Kugelmotor hat noch keine Umsetzung in die Praxis gefunden, aber in mehreren Ländern zum Patent angemeldet.
Hüttlin ist verheiratet und hat zwei Kinder. Er ist vierfacher Großvater. Seit 2021 ist er Pensionär.

## Auszeichnungen und Ehrungen
- Dr.-Rudolf-Eberle-Preis Sieger des 1. Preises (1993)
- 5-malige Innovations-Preise Top 100  (2008–2012)
- Erhalt der Ehrendoktorwürde (2000)
- Aufnahme durch Lothar Späth in den Innovations-Club TOP 100, 1. Platz (2008) 3. Plätze (2009, 2010, 2011, 2012)
- Widmung einer lebensgroßen Bronzebüste im Industriepark von Changsha/China durch den Präsidenten der Truking Corp. für seine erfolgreichen Entwicklungen auf dem Gebiet der Pharmazeutischen Prozesstechnologie (siehe ausführliche Veröffentlichung).

| Personendaten    | Personendaten                                           |
| ---------------- | ------------------------------------------------------- |
| NAME             | Hüttlin, Herbert                                        |
| KURZBESCHREIBUNG | deutscher Unternehmer, Erfinder des Hüttlin-Kugelmotor® |
| GEBURTSDATUM     | 1. September 1943                                       |
| GEBURTSORT       | Steinen (Baden)                                         |